# Museo Arqueológico de Micenas
El Museo Arqueológico de Micenas es uno de los museos de Grecia. Se encuentra ubicado en el yacimiento arqueológico de Micenas, en un edificio moderno ubicado al pie de la acrópolis. Además de las salas de exposición, cuenta con un laboratorio, almacenes, oficinas y una biblioteca.
Se encuentra en un edificio que fue construido entre 1985 y 1997, en dos fases. Entre 1999 y 2002 se llevaron a él los objetos arqueológicos que forman parte de la exposición, algunos de los cuales se hallaban dispersos entre el Museo Arqueológico Nacional de Atenas y el Museo Arqueológico de Nauplia. Se inauguró en 2003.

## Exposición permanente

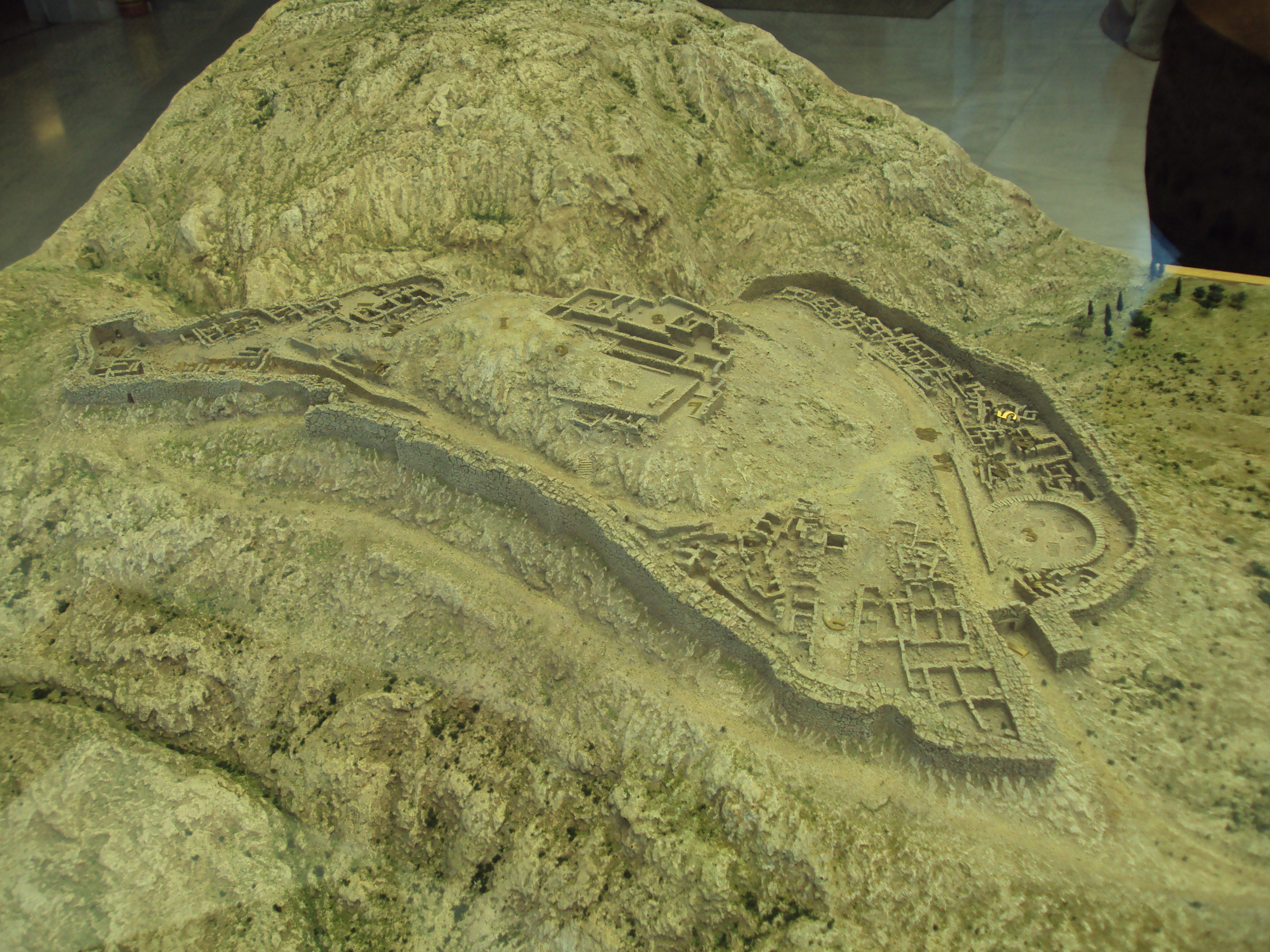
Maqueta de la antigua ciudad de Micenas expuesta en el museo.

Este museo expone una serie de piezas procedentes de las excavaciones de Micenas y de otros lugares del área circundante, que pertenecen a periodos comprendidos entre el 3000 a. C. y el periodo helenístico (hasta el siglo II a. C.) Se encuentra dividido en varias secciones dedicadas, respectivamente, a la vida cotidiana durante la Edad del Bronce, los usos funerarios, las características singulares de la civilización micénica y la evolución del lugar durante los periodos históricos posteriores. 
La exposición se introduce con una maqueta de la acrópolis de Micenas tal como está en la actualidad, con una serie de textos y material iconográfico relacionados con la mitología de Micenas, con ilustraciones de Micenas que realizaron algunos viajeros en el pasado, y con la historia de las excavaciones.
La sección de la vida cotidiana expone, a través de elementos de los diversos edificios y de la evolución de cerámica, la vida del asentamiento desde sus primeros tiempos hasta el final de la civilización micénica. 
Después, la parte dedicada a los usos funerarios expone piezas de ajuares funerarios del círculo de tumbas B, así como de otras tumbas de la zona. Además, hay copias de los ajuares del círculo de tumbas A —cuyos originales están en el Museo Arqueológico Nacional.
Por otra parte, se expone material procedente de necrópolis, santuarios y otros edificios de los periodos submicénico, geométrico, arcaico, clásico y helenístico que muestran la evolución del asentamiento en estos periodos. Entre ellos hay objetos procedentes de un santuario que estaba dedicado a Enialio. También se expone una colección de monedas.
Por último se encuentra la sección que expone las actividades desarrolladas por los micénicos y sus logros en aspectos tales como la política, la administración —en particular, la elaboración de sellos y el uso de la escritura—, la religión, la tecnología —especialmente el trabajo del metal—, el arte y el comercio.
Algunos de los objetos destacados son una matriz de piedra utilizada para la fabricación de joyas del final de la Edad del Bronce, diversas estatuillas de terracota, piezas de cerámica antropomórficas, diversos fragmentos de pinturas al fresco, y una cabeza masculina realizada con marfil.

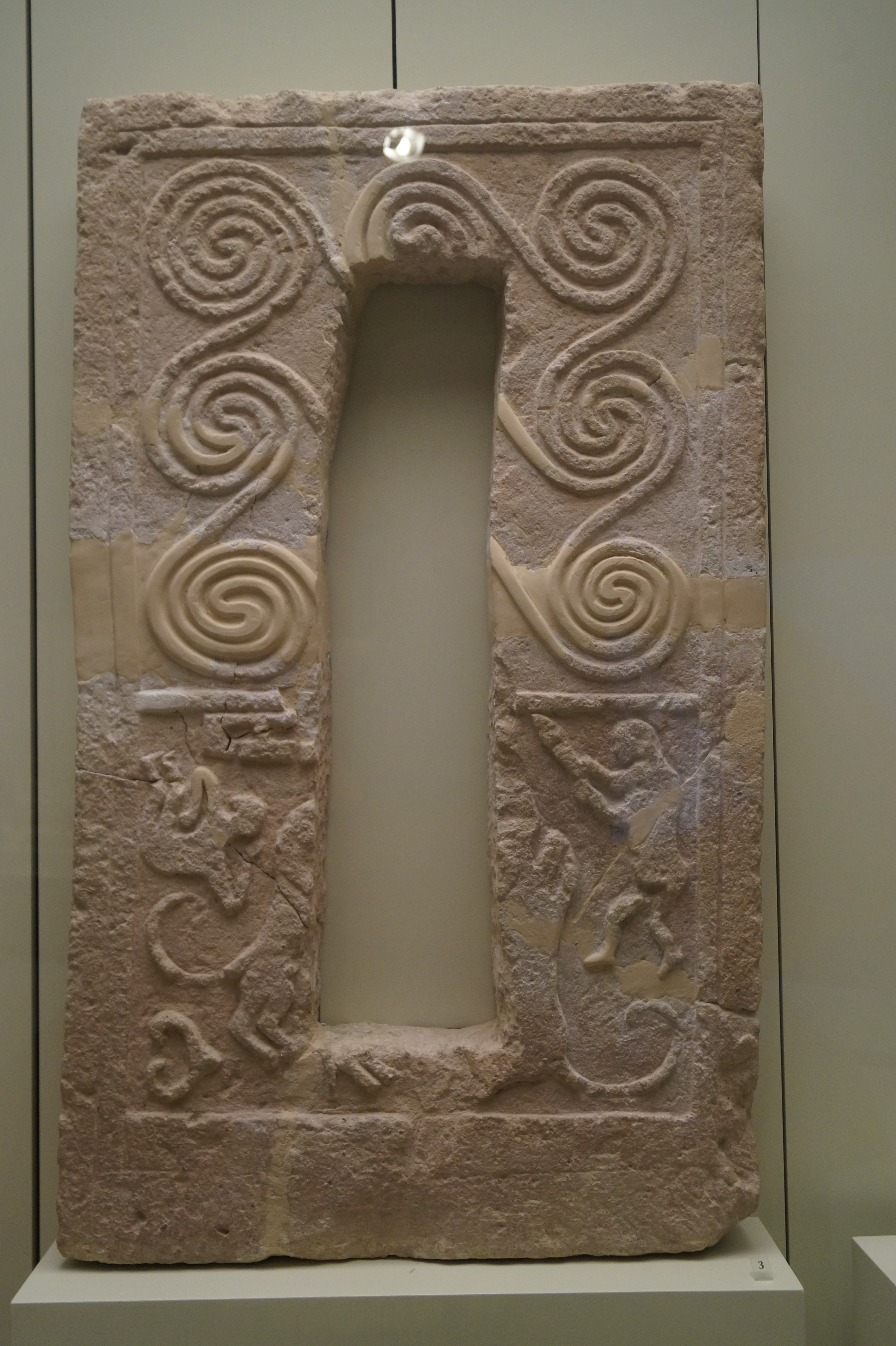
Estela funeraria procedente del Círculo de tumbas B (hacia 1600-1550 a. C.)
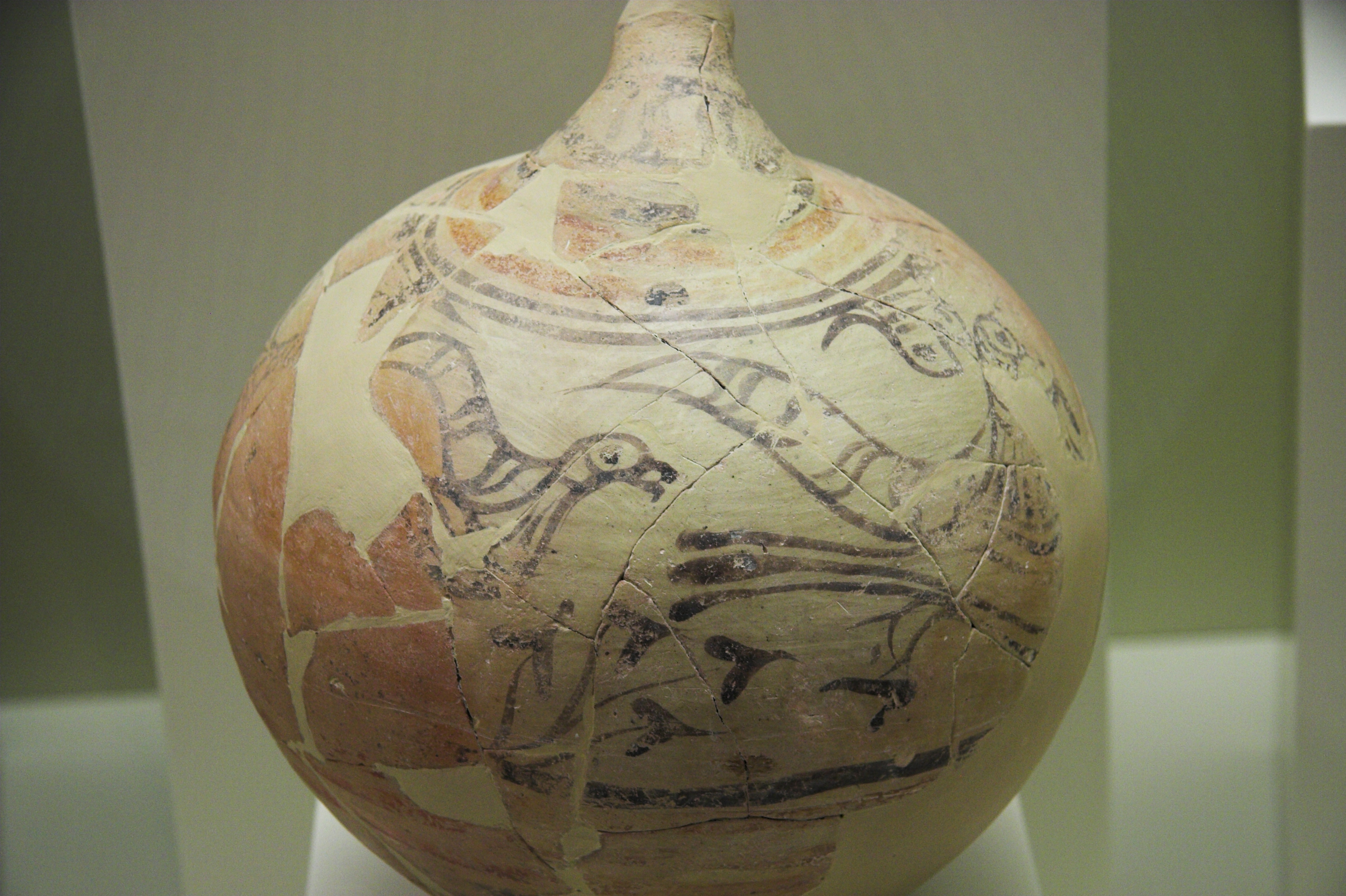
Jarra procedente del Círculo de tumbas B (hacia 1700-1600 a. C.)
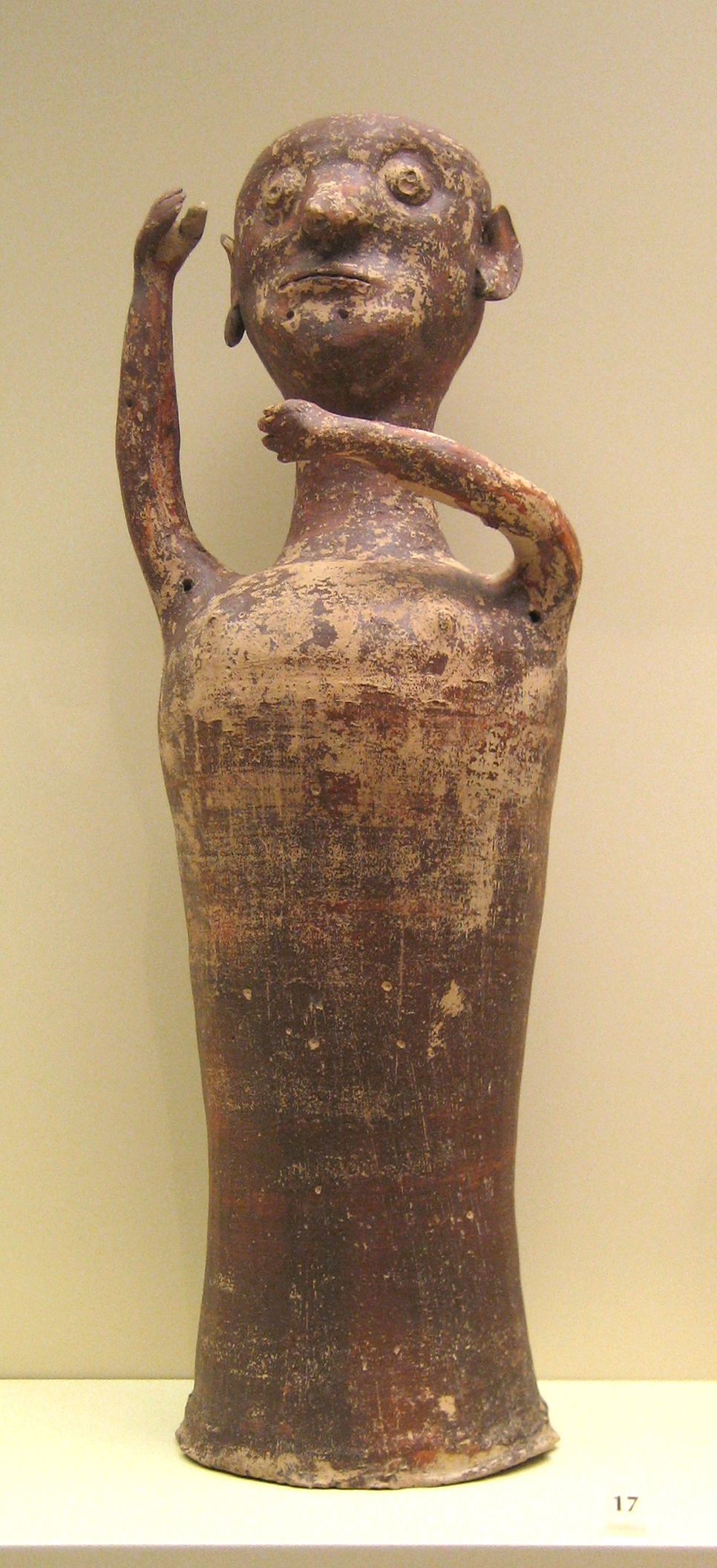
Figurilla antropomórfica (hacia 1250-1180 a. C.)
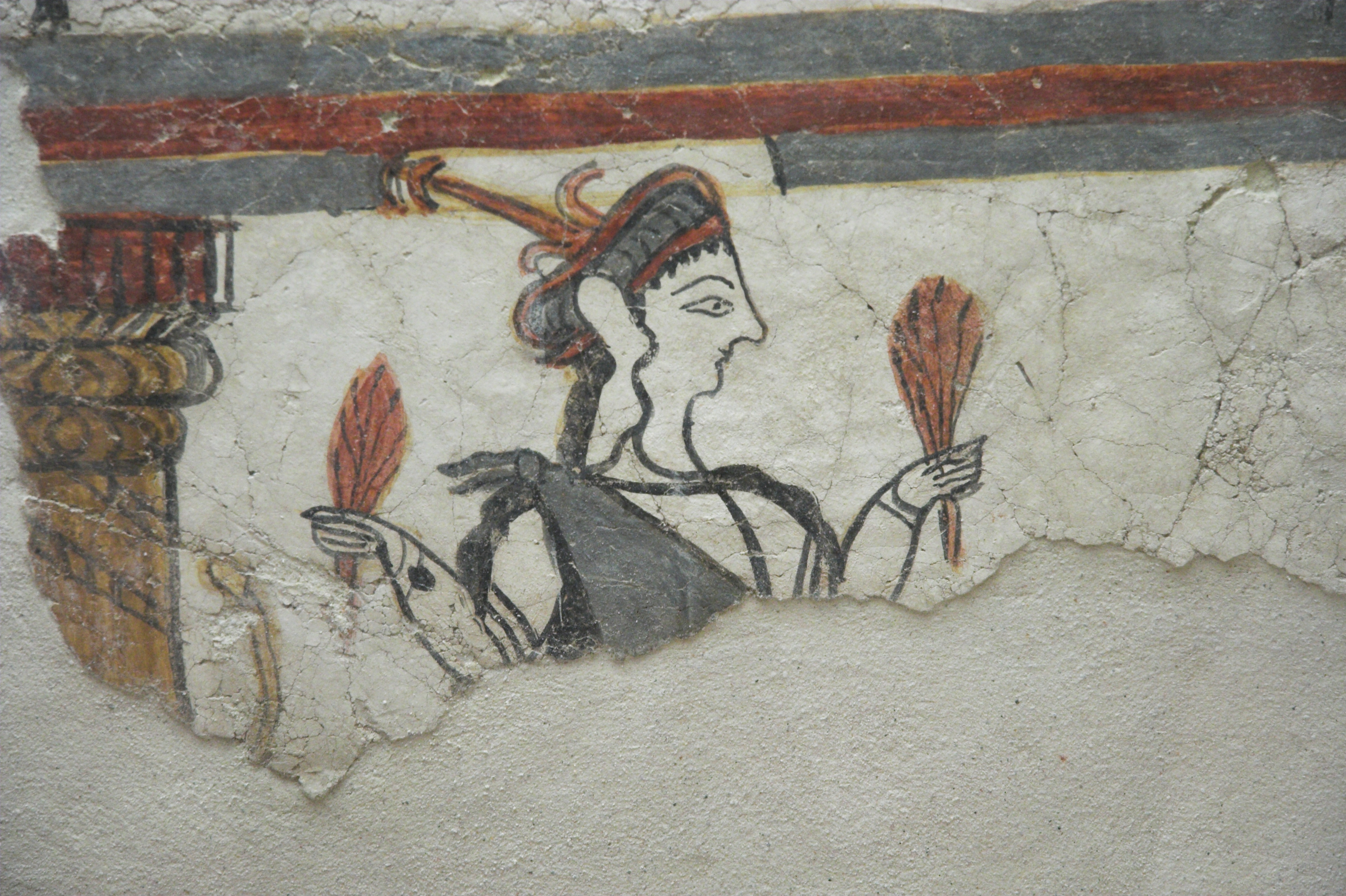
Fresco que representa a una divinidad o a una sacerdotisa (hacia 1250-1180 a. C.)